# Lonec na zvišan pritisk
Lonec na zvišan pritisk (imenovan pogosto ekonomlonec) je priprava za kuhanje pod zvišanim tlakom in s tem pri temperaturah nad 100 °C. S tem se bistveno skrajša čas kuhanja in prihrani energija. Izumil ga je leta 1679 francoski fizik Denis Papin. Precej večja industrijska izvedba take posode se imenuje avtoklav.
Sestavljen je iz:
- spodnjega dela, ki se od klasičnega lonca razlikuje predvsem po okrepljenem in posebno oblikovanem robu
- posebnega pokrova. Tudi ta ima posebej oblikovan rob, v robu je tesnilo in mehanizem za tesno zapiranje. V pokrovu sta regulacijski in varnosti ventil. Regulacijski ventil vzdržuje približno 1 bar (100 kPa) nadtlaka, kar zagotavlja, da voda vre pri približno 120 °C. Varnostni ventil se vklopi, če pritisk preveč naraste.

Čas kuhanja se skrajša za 50–70 %. Ker para ne uhaja (ali samo malenkostno zaradi uravnavanja tlaka), so vse snovi, predvsem aromatične, bolje ohranjene. Hrani je tako treba dodati manj začimb.
V takem loncu se lahko kuhajo gotove jedi (juha, golaž, vampi na tržaški način ...), zelo primeren pa je tudi za kuhanje v pari (za to mora imeti dva vložka – enega z luknjicami).
Ni primeren za kuhanje jedi s kratkim časom kuhanja (testenine ipd.).